# Leo von Pretz
Leo von Pretz (*  22. Juli 1898 in Mittewald, Österreich-Ungarn; † 14. August 1984) war ein Südtiroler Politiker.

## Biographie
Der einem Tiroler Adelsgeschlecht entstammende Leo von Pretz wurde 1916, noch als Student, in die Reserve des 1. Tiroler Kaiserjägerregiments einberufen und zum Ende des Ersten Weltkriegs als Leutnant in der Reserve entlassen. Seine Studien schloss er mit einer Dissertation über die Haflingerzucht ab. Seine Zwillingsschwester Marlene heiratete 1930 den Bozner Unternehmer Erich Amonn. 1933 übernahm Leo zusammen mit seinem Bruder Carl die väterliche Holzstoff- und Pappenfabrik in Mittewald. Während der Option gehörte er zu den „Dableibern“.
Nach dem Zweiten Weltkrieg zählte von Pretz zu den Gründungsmitgliedern der Südtiroler Volkspartei (SVP). Von 1948 bis 1952 gehörte er als Abgeordneter dem Regionalrat Trentino-Südtirol und damit gleichzeitig dem Südtiroler Landtag an. In diesem Zeitraum war er von 1948 bis 1952 als Ersatzlandesrat im Kabinett Erckert I Mitglied der Südtiroler Landesregierung sowie kurzzeitig im Jahr 1952 stellvertretender Regionalassessor in der Regionalregierung Trentino-Südtirol.